# James Sallis
James Sallis (Helena, Arkansas, 21 de diciembre de 1944) es un novelista, ensayista, poeta y músico estadounidense. Estudió en la Universidad de Tulane (Nueva Orleans), donde se formó como escritor y crítico literario, dos facetas de su carrera profesional que sigue ejerciendo actualmente. A lo largo de su vida, ha residido en multitud de ciudades de los Estados Unidos y de Europa.  
En su obra, prolífica y variada, cabe destacar la serie de novelas protagonizadas por el detective Lew Griffin. Su novela "Drive" (SN, 8) fue llevada al cine en 2011 y nominada a la Palma de Oro del Festival de Cannes de ese mismo año. En Serie Negra se han publicado también "El tejedor" (SN, 70), "Mariposa de noche" (SN, 195) y "El avispón negro" (SN, 213). 
James Sallis es uno de los eternos favoritos a los más prestigiosos premios internacionales de novela negra, como el Anthony, el Edgar o el Shamus Award. Ha sido ganador del Dashiell Hammett Prize 2012 con "The Killer is Dying".